# Wartenberg (Pfälzerwald)
Der Wartenberg ist ein 509 m ü. NHN hoher Berg im Gräfensteiner Land, einem Teilbereich des Pfälzerwaldes.

## Geographie

### Lage
Der Wartenberg befindet sich auf der Gemarkung der Ortsgemeinde Merzalben östlich von deren Siedlungsgebiet. Im Norden wird er vom Wartenbach und im Süden von dessen linken Nebenfluss Scheidbach begrenzt. Im Osten erstrecken sich der Schmale Hals und der Weißenberg, im Nordwesten der Winschertberg, im Westen der Schloßberg und im Süden das Hanseneck (467 m) und die Große Boll (533 m).

### Naturräumliche Zuordnung
1. Großregion 1. Ordnung: Schichtstufenland beiderseits des Oberrheingrabens
2. Großregion 2. Ordnung: Pfälzisch-saarländisches Schichtstufenland
3. Großregion 3. Ordnung: Pfälzerwald
4. Region 4. Ordnung (Haupteinheit): Mittlerer Pfälzerwald
5. Region 5. Ordnung: Gräfensteiner Land

## Geologie
Beim Wartenberg handelt es sich um einen langgezogenen Höhenrücken. Geologisch ist er der sogenannten Oberen Felszone zuzuordnen und enthält zusätzlich Blockfelder der Karlstalschichten.

## Natur
Der Berg ist Teil der Kernzone Quellgebiet der Wieslauter des Naturparks Pfälzerwald. Zudem bildet er ein 1992 ausgewiesenes, acht Hektar großes Naturwaldreservat. Sein Gipfelplateau Wartenberger Kopf ist als Naturdenkmal ausgewiesen.

## Kultur
Im Sattel zwischen Wartenberg und Schmalem Hals befindet sich der Ritterstein 55, der die Aufschrift Spalt trägt. Er verweist auf eine Schlucht, die volkstümlich als „Spalt“ bezeichnet wird.

## Tourismus
Entlang seiner Nord- und Westflanke verläuft der Radweg Pfälzerwald-Tour.